# LeGrand Lockwood

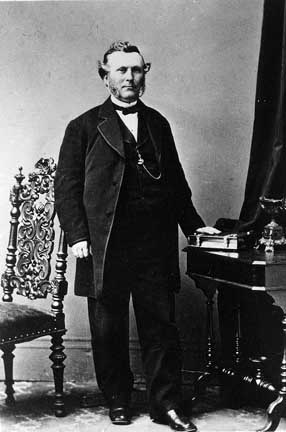
LeGrand Lockwood

LeGrand Lockwood (* 14. August 1820 in Norwalk, Connecticut; † 24. Februar 1872) war ein US-amerikanischer Banken- und Eisenbahntycoon.

## Leben
LeGrand Lockwoods Familie zog nach New York, als er zwölf Jahre alt war. Im Alter von 18 Jahren stieg er ins Bankgeschäft ein. 1842 heiratete er Ann(a) Louise Benedict. Aus der Ehe gingen mehrere Kinder hervor, darunter die Söhne LeGrand Lockwood jr., Williston B. Lockwood, Henry B. Lockwood und Edward Eugene Lockwood, von denen die drei ältesten sich beruflich mit dem Vater zusammenschlossen. Lockwood, der bereits Direktor einer Dampfschifflinie nach San Francisco war, die das Imperium der Vanderbilts nach dem kalifornischen Goldrausch angelegt hatte, gründete 1857 seine Firma Lockwood & Co., betätigte sich außerdem im Eisenbahngeschäft und wurde einer der ersten Millionäre des Landes.

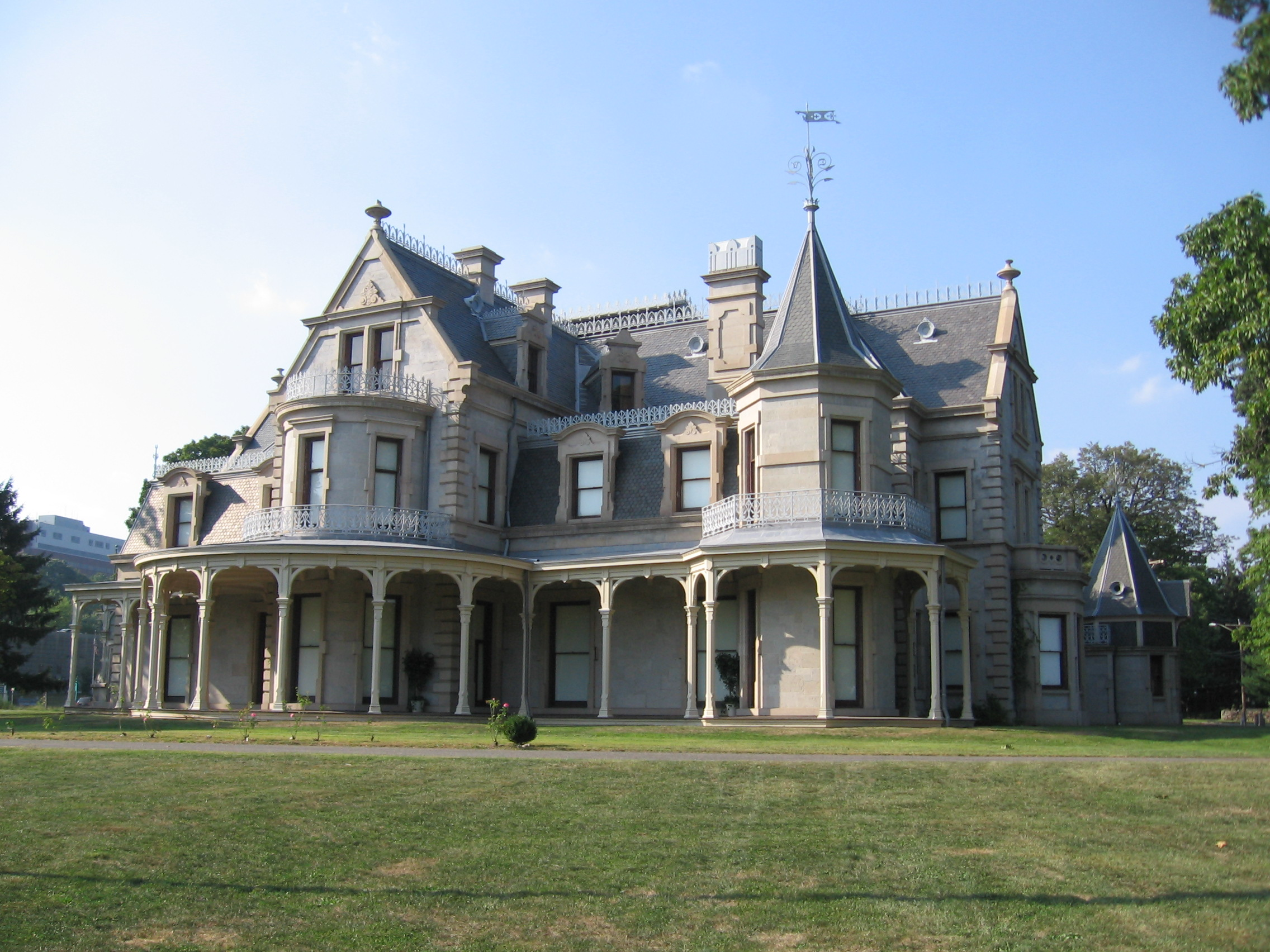
Lockwood-Mathews Mansion

Wenige Jahre vor seinem Tod ließ sich LeGrand Lockwood in Norwalk ein Haus mit 62 Zimmern nach Plänen von Detlef Lienau erbauen, das heute als Lockwood-Mathews Mansion bekannt ist und schon zu seiner Zeit als „finest residence in this country“ galt.
Kaum war dieses „Landhaus“ bezogen, von dem aus Lockwood einen Teil der Unternehmen, durch die er zu Reichtum gekommen war, kontrollieren konnte – die Strecke der Norwalk-Danbury Railroad etwa verlief entlang der Grundstücksgrenze des Anwesens und die Horse Railroad in Norwalk, die die West Avenue auf der anderen Seite des Grundstücks nutzte, hatte er selbst 1862 gegründet –, als am 24. September 1869, dem Schwarzen Freitag, die Goldpreise drastisch fielen. Lockwood musste seinen Anteil an der Lake Shore and Michigan Railroad im Wert von zehn Millionen Dollar an Vanderbilt veräußern, um sein eigenes Geschäft am Leben zu erhalten. 
1872 erkrankte LeGrand Lockwood an Lungenentzündung und starb innerhalb weniger Tage im Alter von 52 Jahren. 1873 musste das zunächst von seinen älteren Söhnen weitergeführte Unternehmen Lockwood & Co. liquidieren und 1874 war auch die Zeit der Lake Shore & Michigan Railroad beendet. Lockwoods Witwe verkaufte zunächst seine Kunstsammlung. Auch das Anwesen in Norwalk konnte sie nicht halten; es geriet zunächst in die Hände der Vanderbilts und wurde 1876 an Charles Drelincourt Mathews verkauft.

## Das Erbe
Nach Lockwoods Tod entbrannten erbitterte Debatten um das Erbe, die jahrzehntelang anhielten. In einem Artikel der New York Times vom 6. April 1895 wird berichtet, dass Lockwoods Sohn Edward Eugene, der sich zu diesem Zeitpunkt mittellos in Austin (Texas) aufhielt, versuchte, auf dem Prozesswege seinen Onkel James H. Benedict und die Witwe seines Bruders LeGrand Lockwood jr., Kate H. Lockwood, zu belangen. Lockwoods Witwe Ann Louise war Erbin und gesetzliche Vertreterin des damals noch minderjährigen Edward Eugene gewesen, als sein Vater starb. Als Ann Louise Lockwood 1882 starb, gingen ihre Rechte an ihren Sohn LeGrand Lockwood jr. und an ihren Bruder James H. Benedict über. Dieser erklärte während des Prozesses, er habe niemals ein Vermögen für Edward Eugene zu verwalten gehabt, denn ein solches sei nie in seine Hände gelangt. Damit verwickelte er sich allerdings in Widersprüche, denn als er seine Funktion als gesetzlicher Vertreter Edward Eugenes übernommen hatte, hatte er offenbar noch von der Notwendigkeit einer Verwaltung des Geldes gesprochen. Andererseits wird in dem Zeitungsartikel darauf hingewiesen, dass LeGrand Lockwood, der ja zu den Opfern des Schwarzen Freitags von 1869 gehört hatte, kurz vor dieser Krise mehr als eine Million Dollar für sein Anwesen in Norwalk ausgegeben und offenbar den Rest des Vermögens wirklich verloren hatte: „It is claimed [...] that the elder Lockwood was caught in the panic prior to his death and left nothing but debts.“